# Antonio Lauro (vescovo)
Antonio Lauro (anche Laureo e Di Lauro) (1498 – Napoli, 1577) è stato un vescovo cattolico italiano.

## Biografia
Il luogo di nascita è incerto: per alcuni storici sarebbe nato ad Amantea, altri lo ritengono napoletano, altri ancora pensano che sia nativo di Rossano, dove un ramo della famiglia si era trasferito dall'originaria Amantea.
La prima documentazione risale all'anno accademico 1533-1534, quanto fu lettore nel secondo corso di istituzioni del diritto presso lo Studio di Napoli con la paga di dodici ducati l'anno. A quell'epoca egli aveva già intrapreso la carriera ecclesiastica; infatti, i documenti lo designano con l'appellativo di canonicus Maioris Ecclesiae Neapolitanae. Sempre nel 1534 scrisse gli statuti del capitolo della cattedrale e li fece stampare.
Il 9 ottobre 1562 fu eletto vescovo di Castellammare di Stabia e il 16 aprile 1563 fu nominato cappellano maggiore, carica quest'ultima che comportava di diritto anche la dignità di prefetto allo Studio di Napoli.
Come molti altri vescovi del Regno, non prese parte al Concilio di Trento; nel febbraio 1565 partecipò al sinodo provinciale indetto da Alfonso Carafa e fu nominato giudice delegato.

## Successione apostolica
La successione apostolica è:
- Vescovo Vincenzo Cornelio (1565)
- Papa Sisto V (1567)